# فيروس ورمي
الفيروس الورمي هو فيروس يمكن أن يسبب السرطان . هذا المصطلح نشأ من دراسات التحول الحاد للفيروسات القهقرية في سنوات 1950-60. وتشير التسمية اٍلى أي فيروس بجينوم دنا أو رنا يسبب السرطان ولها مرادفات فيروس الورم أو فيروس السرطان. الغالبية العظمى من فيروسات الاٍنسان والحيوان لا تسبب السرطان، ربما بسبب طول أمد النمو المتزامن بين الفيروس ومضيفه.

## السببية
بشكل عام، تسبب الفيروسات الورمية مرضًا خفيفًا أو قد لا تسبب أي مرض بعد إصابتها لمضيفها، أو تسبب أمراضًا غير ورمية مثل التهاب الكبد الحاد الذي يسببه فيروس التهاب الكبد ب أو كثرة الوحيدات التي يسببها فيروس إبشتاين-بار. سيصاب عدد قليل من الأشخاص (أو الحيوانات) بالسرطان بعد إصابتهم بالفيروس، ويؤدي ذلك إلى تعقيد الجهود التي تهدف لتحديد ما إذا كان الفيروس المدروس هو سبب السرطان أم لا. إن فرضيات كوخ المعروفة جيدًا، وهي فرضيات القرن التاسع عشر التي طورها روبرت كوخ لإثبات أن احتمالية تسبب عصيات الجمرة الخبيثة بمرض الجمرة الخبيثة، لا تنطبق على الأمراض الفيروسية؛ أولاً، لأننا لا نستطيع عزل الفيروسات في مزرعة نقية، فحتى تقنيات العزل الصارمة لا يمكنها استبعاد الفيروسات الملوثة غير المكتشفة ذات خصائص الكثافة المماثلة، إضافة لأنه يجب أن تنمو الفيروسات في الخلايا. ثانيًا، تعد العدوى الفيروسية غير العرضية وحمل الفيروسات هو المعيار الأساسي لمعظم الفيروسات الورمية، ولا يتوافق ذلك مع مبدأ كوخ الثالث. وصف ريلمان وفريدريكس الصعوبات في تطبيق فرضيات كوخ على الفيروسات التي تسبب سرطانات. أخيرًا، ستقيد حقيقة أن المضيف غالبًا هو الإنسان فقط من الأبحاث حول هذه الفيروسات، إذ إنه من غير الأخلاقي نقل فيروس مشتبه به أنه فيروس ورمي للإنسان تجريبيًا. تعتبر المقاييس الأخرى، مثل معايير برادفود هيل أقرب من غيرها لعلم الفيروسات الورمية ولكنها تملك أيضًا بعض القيود في تحديد السببية.
للفيروسات الورمية أشكال مختلفة: فيروسات حمضها النووي هو حمض نووي ريبوزي منقوص الأكسجين DNA، مثل الفيروس الغدي، وفيروسات حمضها النووي هو حمض نووي ريبوزي RNA، مثل فيروس التهاب الكبد ج، تستطيع هذه الفيروسات أن تسبب السرطان، ويمكن أيضًا أن تسبب الفيروسات القهقرية التي تحتوي على كل من الحمض النووي الريبوزي RNA والحمض النووي الريبوزي منقوص الأكسجين DNA (فيروس تي الليمفاوي البشري وفيروس التهاب الكبد ب اللذان يتكاثران عادة كفيروس مختلط مزدوج ووحيد الحمض النووي، لكن يملك فيروس تي أيضًا مكوّن للنسخ المتماثل الفيروسي). في كثير من الحالات، لا تسبب الفيروسات الورمية السرطان في مضيفيها الأصليين بل فقط في الأنواع المسدودة. مثلًا، لا تسبب الفيروسات الغدية السرطان لدى البشر ولكنها مسؤولة عن نزلات البرد والتهاب الملتحمة والأمراض الحادة الأخرى، وتسبب أورامًا فقط عندما تصيب أنواع معينة من القوارض، مثل الهامستر السوري. تكون بعض الفيروسات ورمية عندما تصيب خلية ما، وتستمر بتشكيل اليصابيغ (حمض نووي جرثومي) أو البلازميدات، التي تتكاثر بشكل منفصل عن الحمض النووي للخلية المضيفة (فيروس إبشتاين بار وفيروس الهربس المرتبط بساركوما كابوزي). الفيروسات الأخرى تكون مسرطنة فقط عندما تندمج في جينوم الخلية المضيفة كجزء من حادث بيولوجي، مثل الفيروسات التورامية وفيروس الورم الحليمي.[بحاجة لمصدر]

## آلية تشكل الأورام الفيروسية
تتضمن الآلية الفيروسية المسرطنة المباشرة إما إدخال جينات مسرطنة فيروسية في الخلية المضيفة أو تعزيز الجينات المسرطنة الموجودة بالأصل (الجينات الورمية الأولية) في الجينوم. فمثلًا ثبت أن جينَي vFLIP  وvCyclin يتداخلان مع مسار إشارات  TGFبيتا بشكل غير مباشر عن طريق تحفيز المجموعة المسرطنة mir17-92 عند المضيف.
تتضمن قابلية نشوء الأورام الفيروسية بطريقة غير مباشرة حدوث التهاب مزمن غير نوعي يحدث على مدى عقود من العدوى، مثلما هو الحال بالنسبة لسرطان الكبد الناجم عن التهاب الكبد الفيروسي. تختلف هاتان الآليتان في بيولوجيتهما ووبائياتهما، فبالنسبة للجراثيم التي تسبب أورامًا بشكل مباشر يجب أن توجد نسخة فيروسية واحدة على الأقل في كل خلية ورمية لتعبر عن بروتين أو حمض نووي ريبوزومي واحد على الأقل ليجعل من الخلية خلية سرطانية. يكون مرضى نقص المناعة مثل مرضى الإيدز أو مرضى زرع الأعضاء أكثر عرضة للإصابة بهذه الأنواع من السرطانات لأن الورم يطلق مستضدات الفيروس الأجنبية التي لن تستجيب لها المناعة.[بحاجة لمصدر]
من ناحية أخرى، قد لا توجد فيروسات الورم غير المباشرة المزمنة (نظريًا على الأقل) في ورم ناضج تراكمت فيه طفرات كافية وظروف نمو مناسبة (فرط تنسج) ناتج عن الالتهاب المزمن بعد العدوى الفيروسية. في هذه الحالة، من الممكن نظريًا (على الأقل) أن يطبق فيروس الورم غير المباشر طريقة «الكر والفر» وبالتالي قد لا يُشخّص الفيروس سريريًا. من الناحية العملية، لا يعتبر حدوث ذلك شائعًا.[بحاجة لمصدر]

## التصنيف

### فيروسات الحمض النووي الريبوزي منقوص الأكسجين
- يتسبب فيروس الورم الحليمي البشري، وهو فيروس حمضه النووي هو حمض نووي ريبوزي منقوص الأكسجين بحدوث تحول خبيث في الخلايا من خلال التدخل في البروتينات المثبطة للورم مثل p53. يسمح التدخل في عمل p53 للخلية المصابة بالفيروس بانتقالها إلى مرحلة مختلفة من دورة الخلية، مما يسمح بتكرار جينوم الفيروس. قد يؤدي إجبار الخلية على الدخول إلى المرحلة S من دورة الخلية إلى بدء التحول الخبيث للخلية.[8] عدوى فيروس الورم الحليمي البشري هي سبب رئيسي لسرطان عنق الرحم وسرطان الفرج وسرطان المهبل وسرطان القضيب وسرطان الشرج وسرطان الفم والبلعوم إيجابي فيروس الورم الحليمي البشري.[9][10][11][12][13][14][15] يوجد حوالي 200 نوع من فيروس الورم الحليمي البشري،[13] والعديد من أنواعها مسببة للسرطان.[10]
- يرتبط فيروس الهربس المرتبط بساركوما كابوزي أو HHV-8)) بساركوما كابوزي، وهو نوع من سرطان الجلد.[16]
- يرتبط فيروس إبشتاين بار أوHHV-4)) بأربعة أنواع من السرطانات.
- فيروس خلية مركل التورامي (من الفيروسات التوارمية) مرتبط بتطور سرطانة خلية مركل.[17]
- يرتبط فيروس هربس بيتا البشري أوHHV-5)) بسرطان الجلد المخاطي وربما بأورام خبيثة أخرى.[18]

### فيروسات الحمض النووي الريبوزي
ليست كل الفيروسات الورمية فيروسات حمض نووي ريبوزي منقوص الأكسجين. فهناك بعض فيروسات الحمض النووي الريبوزي أيضًا من الفيروسات الورمية مثل فيروس التهاب الكبد ج بالإضافة إلى بعض الفيروسات القهقرية، مثل فيروس تي الليمفاوي البشري، وفيروس ساركوما روس.